# SN 2011fe
SN 2011fe, ou PTF 11kly, est une supernova de type Ia découverte le 24 août 2011 par le relevé astronomique Palomar Transient Factory (PTF). Elle est située dans la galaxie M101, à environ 7 Mpc (∼22,8 millions d'al) de la Terre dans la constellation de la Grande Ourse.

## Découverte
Le Palomar Transient Factory est un relevé effectué par des télescopes automatiques qui scrutent le ciel afin d’y découvrir des événements astronomiques transitoires ou variables. L’information est envoyée au National Energy Research Scientific Computing Center (en) (NERSC) du laboratoire national Lawrence-Berkeley, qui fait des calculs sur les observations.
Après la première observation de l’événement SN 2001fe, des télescopes des îles Canaries ont été utilisés pour déterminer le spectre d’émission de la lumière à différents moments de l’événement. Par la suite, le télescope spatial Hubble, l’observatoire Lick et l’observatoire W. M. Keck ont été utilisés pour observer l’événement avec plus de détails.

## Observation
Bien que d’une magnitude encore faible, SN 2011fe devient rapidement de plus en plus brillante. Le jour de sa découverte, elle était d’une luminosité un million de fois trop faible pour être observée à l’œil nu. Une journée plus tard, elle était 10 000 fois plus lumineuse. Une autre journée plus tard, elle avait augmenté encore une fois sa luminosité par un facteur 6. Elle devait éventuellement atteindre une luminosité suffisante pour être observée par de fortes jumelles.